# Joseph Cornell
Joseph Cornell (n. 24 decembrie 1903 – d. 29 decembrie 1972) a fost un sculptor american, un pionier în domeniul asamblărilor artistice.